# Ente Nazionale Italiano di Unificazione
Ente Nazionale Italiano di Unificazione (UNI) – włoska Jednostka normalizacyjna, odpowiednik Polskiego Komitetu Normalizacyjnego (PKN). Publikuje standardy dla przemysłu, handlu i szkolnictwa wyższego, z wyjątkiem norm dla produktów elektrycznych i elektrotechnicznych, we Włoszech.
UNI reprezentuje Włochy w działaniach międzynarodowych komitetów standaryzacyjnych przy organizacji ISO (International Organization for Standardization) i CEN (Europejski Komitet Normalizacyjny).
Standaryzacja odbywa się wewnątrz UNI poprzez prace komisji technicznych i poza UNI przy udziale ekspertów z wielu instytucji branżowych.